# Torre de Alfahuir
La torre de Alfahuir es una torre de planta rectangular, adosada a la antigua casa señorial del Monasterio de San Jerónimo de Cotalba. Está edificada con fábrica de tapial y mortero de cal entre los siglos XIV-XV con carácter defensivo por los moriscos de la antigua alquería de Alfahuir, la jurisdicción de la cual pertenecía en aquel momento al castillo de Palma.
El edificio está declarado Bien de Interés Cultural con código RI-51-0012129. La Torre de Alfahuir se encuentra enclavada dentro del itinerario de la Ruta de los Monasterios de Valencia, ruta monumental inaugurada en 2008, que atraviesa esta localidad para visitar el cercano Monasterio de San Jerónimo de Cotalba.

## Descripción
La Torre (o Torreta) de Alfahuir se halla en el casco urbano de la población, rodeada de viviendas particulares. Se trata de una robusta torre cuadrangular que se eleva por encima de las construcciones vecinas. Su tramo superior y el remate de tejas a dos aguas son añadidos posteriores a su utilización como elemento defensivo, cuando sin duda remataba en terraza practicable almenada.

## Historia
Aunque hoy día forma parte de una vivienda particular, en un principio no debió ser así, ya que posee una estructura similar a la existente en la aldea de Cotalba, junto a unas casas habitadas por diez familias moriscas según el censo del 1373. Ya que Alfahuir y Cotalba eran alquerías dependientes del castillo de Borró, se puede suponer que ambas torres tienen una cronología afín tanto por este motivo como por las similitudes en su estructura. La función, posiblemente, era la defensa de la alquería islámica en caso de ataque, ya que los habitantes de las casas adyacentes podían refugiarse en ella.
El aspecto actual se corresponde con una construcción del siglo XV, reformada en el siglo XVII, que formaría parte probablemente de una residencia señorial.